# كاجو (لاعب كرة قدم)
كاجو (بالبرتغالية: Caju‏) هو لاعب كرة قدم برازيلي في مركز الدفاع، ولد في 17 يوليو 1995 في Irecê ‏ في البرازيل. شارك مع منتخب البرازيل تحت 20 سنة لكرة القدم. أما مع النوادي، فقد لعب مع نادي سانتوس.

## وصلات خارجية
- كاجو على موقع الاتحاد الدولي (مؤرشف)  (الإنجليزية)
- كاجو على موقع الاتحاد الأوربي (الإنجليزية)
- كاجو على موقع قاعدة بيانات كرة القدم.إي يو (الإنجليزية)
- كاجو على موقع Soccerway.com (الإنجليزية)